# The Spirit of the Lake
The Spirit of the Lake er en amerikansk stumfilm fra 1921 af Robert North Bradbury.

## Medvirkende
- Tom Santschi
- Bessie Love
- Ruth Stonehouse
- Edward Hearn
- Tom Lingham